# Gustave Goetschy
Pour les articles homonymes, voir Goetschy.
Henri Gustave Goetschy (1846-1902) est un écrivain, journaliste, critique d'art et directeur de publication français.

## Biographie
Henri Gustave Goetschy est né le 13 septembre 1846 à Percey, fils de Charles Pierre Goetschy (1807-1880), avocat, et d'Aglaé Lemaire (1827-1898). Les Goetschy sont originaires de Porrentruy, en Suisse. Leur aïeul, Jean-Joseph Goetschy (1751-1825), par ailleurs juge sous la Révolution française, y avait fondé une imprimerie. Gustave a également une tante, qui fut éditrice de la maison Ferdinand Sartorius.
En 1878, il publie un essai chez Ludovic Baschet, Les Jeunes Peintres militaires, portant sur Alphonse de Neuville, Édouard Detaille et Henri-Louis Dupray et en 1886 il préface un catalogue de vente des œuvres de Neuville. Gustave Goetschy écrit par ailleurs dans la Revue illustrée, Le Voltaire et La Vie moderne.
En 1881, il publie une œuvre théâtrale, Le Professeur de déclamation, préface-monologue
En 1886, critique d'art au Matin, il lance Matin-Salon, un périodique annuel consacré aux salons de peintures parisiens. Deux ans plus tard, il lance, en partenariat avec le galeriste Georges Petit, l'almanach illustré Paris-Noël, au même format, publié tous les mois de décembre.
Gustave Goetschy en est le directeur de la publication jusqu'en 1902. Le titre est racheté en novembre suivant par Alfred Edwards, fondateur du Matin, et son beau-frère le docteur Jean-Baptiste Charcot.
En 1888, il lance également L'Illustré moderne, un « journal-bibliothèque » offrant des chroniques sur l'art, des nouvelles et des romans, périodique qui semble disparaître en 1890.
Il meurt dans le 7e arrondissement de Paris le 11 août 1902.

## Ouvrages publiés
- Pressé pour le Salon : Scènes d'atelier (ill. Henri Pille), Paris, Ludovic Baschet, 1877 (disponible sur Internet Archive).
- Les jeunes peintres militaires. Deneuville, Detaille, Dupray, Paris, Baschet, 1878 (disponible sur Internet Archive)
- « Le professeur de déclamation, préface monologue (édité par Paul Fièvre) », sur www.theatre-classique.fr (consulté le 12 juillet 2020).
- (en) Our Professor : a monologue in one act, New York, The Happy Hour Company, coll. « The acting drama » (no 117), 1879, 12 p. (disponible sur Internet Archive).
- Catalogue des tableaux aquarelle et dessins, armes de guerre, coiffures militaires et pièces d'armement provenant de l'atelier A. de Neuville précédé d'une notice par Gustave Gœtschy, Paris, Drouot, mai 1886, 114 p. (disponible sur Internet Archive).
- Berthe Bernay (préf. G. Goetschy, postface Paul Arène, ill. E. Dousdebès), La Danse au théâtre, Paris, E. Dentu, 1890, 194 p. (lire en ligne sur Gallica).